# Königsnattern
Die Königsnattern (Lampropeltis) sind eine Gattung aus der Familie der Nattern (Colubridae).

## Verbreitung und Lebensraum
Die Königsnattern kommen hauptsächlich in den USA und Mexiko vor. Einige (Unter-)Arten leben aber auch in Mittelamerika und Kanada. Sie bevorzugt trockene bis mäßig feuchte Gebiete, meistens in der Nähe von Getreidefeldern, da sie dort leicht zu Nahrung kommt.

## Aussehen und Verhalten
Königsnattern erreichen in der Regel eine Körpergröße von 50 cm bis 2 m. Sie haben einen verhältnismäßig dünnen Körper mit einer auffallenden Färbung. Diese ist bei einigen Unterarten der Färbung der giftigen Korallenottern (Micrurus sp.) ähnlich, was vermutlich dem Schutz vor Feinden dient (Batessche Mimikry). Sie unterscheiden sich von diesen jedoch durch die Farbabfolge, was man sich mit einer einfachen Faustregel merken kann: „If white follows red, you’re dead!“ (übersetzt: „Folgt weiß auf rot, bist du tot!“). Bei Königsnattern sind weiße und rote durch einen schwarzen Streifen getrennt. Eine andere Verteidigungsart ist das Erzeugen des gleichen Geräusches wie das der Klapperschlangen (Crotalus sp., Cerastes sp.). Dabei schütteln sie ihren Schwanz und schlagen ihn gegen einen Gegenstand, um einen Ton zu erzeugen. Königsnattern sind immun gegen das Gift der in ihrem Gebiet vorkommenden Giftschlangen. So wurden Königsnattern beim Fressen von Giftschlangen beobachtet, denen mehrere Bisse des Opfers nichts anhaben konnten. Je nach Verbreitungsgebiet halten die Königsnattern eine mehrwöchige bis mehrmonatige Winterruhe.
In der Natur gehören neben Nagern, Vögeln und Fröschen auch Echsen, Schlangen und Eier zum Beutespektrum von Lampropelten. Die bevorzugte Nahrung der Jungtiere sind kleine Echsen. Im Terrarium kann es, vor allem unter Jungtieren, zu Kannibalismus kommen, was in der Natur eher selten ist.

## Systematik
Nach Stand 2022 besteht die Gattung aus 26 Arten:
- Lampropeltis abnorma (Bocourt, 1886)
- Graugebänderte Königsnatter (Lampropeltis alterna (Brown, 1901)) (Unterarten: L. a. alterna und blairi)
- Lampropeltis annulata Kennicott, 1860
- Kalifornische Kettennatter (Lampropeltis californiae (Blainville, 1835))
- Prärie-Königsnatter (Lampropeltis calligaster (Harlan, 1827))
- Lampropeltis catalinensis Van Denburgh & Slevin, 1921
- Lampropeltis elapsoides (Holbrook, 1838)
- Kurzschwanznatter (Lampropeltis extenuata (Brown, 1890))
- Lampropeltis gentilis (Baird & Girard, 1853)
- Kettennatter (Lampropeltis getula (Linnaeus, 1766)) (Unterarten: floridana; getula und nigrita)
- Lampropeltis greeri Webb, 1961
- Gefleckte Kettennatter (Lampropeltis holbrooki Stejneger, 1902)
- Lampropeltis knoblochi Taylor, 1940
- Lampropeltis leonis (Günther, 1893)
- Mexikanische Königsnatter (Lampropeltis mexicana (Garman, 1884)) (Unterarten: L. m. mexicana und thayeri)
- Lampropeltis micropholis Cope, 1860
- Schwarze Kettennatter (Lampropeltis nigra (Yarrow, 1882))
- Lamprophelis occipitolineata Price, 1987[2]
- Lampropeltis polyzona Cope, 1860
- Berg-Königsnatter (Lampropeltis pyromelana (Cope, 1866)) (Unterarten: L. p. infralabialis und woodini)
- Lamprophelis rhombomaculata (Holbrook, 1840)[2]
- Ruthvens Königsnatter (Lampropeltis ruthveni Blanchard, 1920)
- Wüstenkettennatter (Lampropeltis splendida (Baird & Girard, 1853))
- Dreiecksnatter, auch Milchschlange genannt (Lampropeltis triangulum (Lacépède, 1789)) (Unterarten: L. t. amaura; andesiana; annulata; arctifera; blanchardi; campbelli; celaenops; conanti; dixoni; gaigae; hondurensis; multistriata; nelsoni; oligozona; sinaloae; smithi; stuarti; syspila; taylori und triangulum)
- Lampropeltis webbi Bryson, Dixon & Lazcano, 2005
- Korallen-Königsnatter (Lampropeltis zonata (Lockington, 1835)) (Unterarten: L. z. agalma; herrerae; multicineta; multifasciata; parvirubra; pulchra und zonata)

## Gefährdungssituation
Die Weltnaturschutzunion IUCN führt zehn Arten dieser Gattung in der Roten Liste gefährdeter Arten. Die im Kapitel Systematik als Unterart aufgezählte Korallen-Königsnatter (Lampropeltis zonata herrerae) wird als eigene Art (Lampropeltis herrerae) angeführt und als vom Aussterben bedroht (Critically Endangered) beurteilt. Eine weitere Art – Ruthvens Königsnatter (Lampropeltis ruthveni) – gilt als gering gefährdet (Near Threatened), weitere sechs Arten werden als nicht gefährdet (Least Concern) bezeichnet und zwei Arten bleiben wegen ungenügender Datenlage (Data Deficient) unbeurteilt.